# Bicaz, Maramureș
Bicaz este satul de reședință al comunei cu același nume din județul Maramureș, Transilvania, România.

## Istoric
Prima atestare documentară: 1424 (Bykazfalwa). 

## Etimologie
Etimologia numelui localității: din subst. bicaș , cu sensul de „loc cu pietriș mult; pietriș" (< magh. békasó „cuarț; sarea-broaștei"). ). 

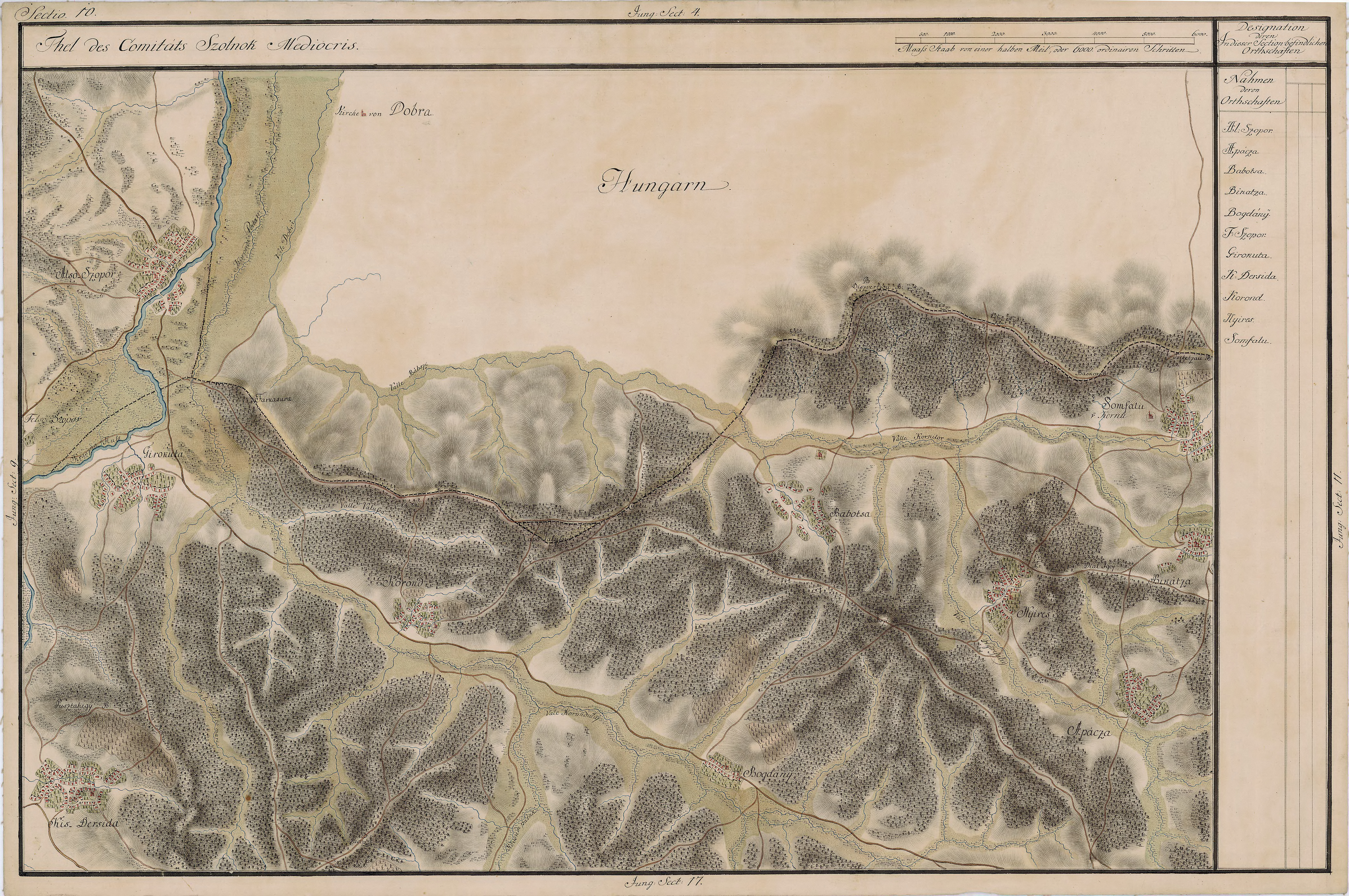
Bicaz în Harta Iosefină a Transilvaniei